# Wolfina aurantiopsis
Wolfina aurantiopsis är en svampart som först beskrevs av Job Bicknell Ellis, och fick sitt nu gällande namn av Seaver 1937. Wolfina aurantiopsis ingår i släktet Wolfina och familjen Chorioactidaceae.   Inga underarter finns listade i Catalogue of Life.